# Matlock (série de televisão)
Matlock é uma série televisiva norte-americana de suspense investigativo estrelada por Andy Griffith. Foi ao ar de 1986 a 1992 pela NBC quando foi cancelada, e entre 1992 e 1995 quando foi revivida pela ABC.